# Каменск-Уральский городской округ
Не следует путать с Каменским городским округом, центром которого также является город Каменск-Уральский.
Ка́менск-Ура́льский городской округ — муниципальное образование со статусом городского округа в Свердловской области России и одноимённая административно-территориальная единица области (город). Относится к Южному управленческому округу. Официальное наименование Каменск-Уральский городской округ Свердловской области.
Административный центр — город Каменск-Уральский.

## География
Город Каменск-Уральский расположен в южной части Свердловской области и окружён территорией Каменского городского округа.
Основные реки — Исеть и её приток Каменка. Многочисленные памятники природы: скальные обнажения; ботанический — казённый посев сосны и лиственницы 1895 года; исторический — Чиров Лог.

## История
17 декабря 1995 года было создано муниципальное образование город Каменск-Уральский, на тот момент территориально полностью совпадавшее с административно-территориальной единицей.
С 31 декабря 2004 года муниципальное образование город Каменск-Уральский было наделено статусом городского округа. Решением городской думы муниципального образования от 22 февраля 2006 года № 148 утверждён устав муниципального образования, причём посёлок Кодинский был передан в состав Каменского района — муниципального образования, также наделённое статусом городского округа. С 1 октября 2017 года этот посёлок был исключён из состава города Каменска-Уральского как административно-территориальной единицы и передан в состав Каменского района, тем самым были приведены в соответствие территории административно-территориальных единиц и муниципальных образований.

## Население
| 2002     | 2009     | 2010     | 2011     | 2012     | 2013     |
| -------- | -------- | -------- | -------- | -------- | -------- |
| 187 820  | ↘181 619 | ↘176 572 | ↘176 487 | ↘174 998 | ↘173 987 |
| 2014     | 2015     | 2016     | 2017     | 2018     | 2019     |
| ↘173 316 | ↘172 749 | ↘172 040 | ↘171 727 | ↘170 782 | ↘169 120 |
| 2020     | 2021     | 2023     | 2025     |          |          |
| ↘167 846 | ↘166 664 | ↘164 614 | ↘162 730 |          |          |

### Национальный состав
По данным 2010 года: русские — 92,6 %, татары — 3,8 %.

## Состав
Муниципальное образование включает 7 населённых пунктов.
| № | Населённый пункт  | Тип населённого пункта        | Население |
| - | ----------------- | ----------------------------- | --------- |
| 1 | Каменск-Уральский | город, административный центр | ↘160 312  |
| 2 | Кодинка           | деревня                       | ↗368      |
| 3 | Малая Кодинка     | деревня                       | ↗19       |
| 4 | Монастырка        | деревня                       | ↗956      |
| 5 | Новый Завод       | деревня                       | ↗516      |
| 6 | Посёлок Госдороги | посёлок                       | ↘16       |
| 7 | Токарёва          | деревня                       | ↗8        |

Поселок Кодинский, в рамках муниципального устройства входящий в состав соседнего Каменского городского округа, до 1 октября 2017 года в рамках административно-территориального устройства области относился к административно-территориальной единице город Каменск-Уральский.
Муниципальное образование (городской округ) и административно-территориальная единица области (город) включает 2 внутригородских района, не являющихся муниципальными образованиями: Красногорский и Синарский.